# West Racing
West Racing is een chassisfabriek die is opgericht in 1990 in Portland, Verenigde Staten. Ze maken de auto's voor klasse 2 bij de IMSA Lites. 

## Geschiedenis
West Racing is in 1990 opgericht als Stohr Racing. Ze maakten auto's voor de Amerikaanse Formule Ford. Ze wonnen in totaal 6 kampioenschappen en ze hebben 3 baanrecords neergezet. In 1995 maakte Stohr Racing auto's voor de Amerikaanse Formule 3 zonder veel succes. In 1999 gingen ze terug naar de Amerikaanse Formule Ford. In de Amerikaanse Formule Ford waren enkele drastische veranderingen geweest in de tijd dat Stohr niet meedeed: voor- en achtervleugel werden toegelaten. Ze deden ook mee met de SCCA RunOffs, ze werden derde in 1999 en wonnen de wedstrijd in 2004. In 2005 werd Stohr Racing officieel West Racing. Ze maken sinds 2005 alle auto's voor de tweede klasse van de IMSA Lites. Je kunt de IMSA Lites auto's kopen voor $70.000. 
De Australische afdeling van het bedrijf maakt auto's voor de Australian Motor Racing Series en de CAMS State Championships.